# Coopérative de service à domicile
Une Coopérative de services à domicile est un modèle d'entreprise d’économie sociale en aide domestique (EESAD) sans but lucratif, constituée en vertu de la Loi sur les coopératives de la province de Québec au Canada. Ces entreprises ont pour mission d’offrir à leurs membres une gamme de services à domicile conformément aux règles et aux valeurs coopératives afin de favoriser le maintien à domicile des personnes en perte d'autonomie et d’améliorer leur condition. Elles permettent de plus de lutter contre le travail au noir en créant des emplois stables et de qualité.
Ces entreprises offrent généralement deux grandes catégories de services :
Les services d'aide à la vie domestique (AVD) 
- Entretien ménager
- Grand ménage
- Préparation de repas
- Entretien des vêtements
- Accompagnement pour les courses

Et les services d'aide à la vie quotidienne (AVQ)
- Toilette complète
- Toilette partielle
- Préparation de repas avec diète
- Aide à l'alimentation
- Habillement

De plus, plusieurs services connexes pour assister les personnes en perte d'autonomie et leurs proches aidants sont souvent présents dans ce modèle d'entreprise tel que le répit surveillance.